# Dryobota leucorena
Dryobota leucorena är en fjärilsart som beskrevs av Turati 1921. Dryobota leucorena ingår i släktet Dryobota och familjen nattflyn. Inga underarter finns listade i Catalogue of Life.